# Rômulo Zwarg
Rômulo Zanre Zwarg (Campo Grande, Mato Grosso del Sur, Brasil, 1 de marzo de 2000) es un futbolista brasileño. Juega de mediocampista y su actual equipo es Tigres de la UANL  de la Liga BBVA MX.

## Clubes

### Como jugador
| Club               | País   | Año        |
| ------------------ | ------ | ---------- |
| Desportivo Brasil  | Brasil | 2016-2017  |
| Cruzeiro           | Brasil | 2018-2019  |
| Deportes La Serena | Chile  | 2020-2022  |
| → Juventude        | Brasil | 2022-2025. |
| Tigres de la UANL  | México | 2025-Act.  |